# Lion City Sailors FC
Lion City Sailors Football Club is een professionele voetbalclub uit Singapore en is gevestigd in de wijk Bishan. Lion City Sailors FC werd aanvankelijk in 1945 als voetbalclub voor politieagenten opgericht. Dit onder de naam Police Sports Association. In 1996 werd de naam veranderd in Police Football Club, waarna het in 1997 werd gewijzigd in Home United. In 2020 werd de naam gewijzigd in Lion City Sailors FC.

## Erelijst
- Singapore Premier League: 1999, 2003, 2021
- Singapore Cup: 1999/00, 2001, 2003, 2005, 2011, 2013, 2023
- Singapore Supercup: 2019, 2022

## Bekende (oud-)spelers
- George Kulcsar
- Maxime Lestienne
- Bart Ramselaar
- Richairo Živković

## Bekende (oud-)trainers
- Robert Alberts
- Aleksandar Ranković

Albirex Niigata (S) · 
Balestier Khalsa · 
BG Tampines Rovers · 
DPMM · 
Geylang International · 
Hougang United · 
Lion City Sailors · 
Tanjong Pagar United · 
Young Lions